# 140'erne
Århundreder: 1. århundrede – 2. århundrede – 3. århundrede
Årtier: 90'erne 100'erne 110'erne 120'erne 130'erne – 140'erne – 150'erne 160'erne 170'erne 180'erne 190'erne
År: 140 141 142 143 144 145 146 147 148 149